# Distrito de Lefkoşa
Lefkoşa es uno de los cinco distritos en los que se divide el estado de facto denominado República Turca del Norte de Chipre (RTNC).

## Geografía y población
Se divide en un par de subdistritos: Lefkoşa y Değirmenlik. Su capital es Nicosia del Norte.
Este distrito abarca una extensión territorial de quinientos dos kilómetros cuadrados y alberga a una población de ochenta y cuatro mil setecientos setenta y seis habitantes, según cifras arrojadas por el censo del año 2006. La densidad poblacional es de aproximadamente ciento sesenta y nueve personas por kilómetro cuadrado.